# Grandview, Ohio
Grandview är en ort i Hamilton County i delstaten Ohio, USA.